# Malanów (Pabianice)
Pour les articles homonymes, voir Malanów.
Malanów (prononciation [maˈlanuf]) est un village de la gmina de Lutomiersk, du powiat de Pabianice, dans la voïvodie de Łódź, situé dans le centre de la Pologne.
Il se situe à environ 8 kilomètres au nord-ouest de Lutomiersk (siège de la gmina), 24 kilomètres au nord-ouest de Pabianice (siège du powiat) et 24 kilomètres à l'ouest de Łódź (capitale de la voïvodie).
Sa population s'élevait approximativement à 160 habitants en 2005.

## Administration
De 1975 à 1998, le village était attaché administrativement à l'ancienne voïvodie de Sieradz.

Depuis 1999, il fait partie de la nouvelle voïvodie de Łódź.